# Coelopacidia melanostigma
Coelopacidia melanostigma är en tvåvingeart som beskrevs av Mario Bezzi 1920. Coelopacidia melanostigma ingår i släktet Coelopacidia och familjen borrflugor.
Artens utbredningsområde är Malawi. Inga underarter finns listade i Catalogue of Life.